# Mustafa Barzani
Mustafa Barzani (Kurdiska: مەلا مسته‌فا بارزانی, romaniserad: Mistefa Barzanî) född 14 mars 1903 i byn Barzan i Osmanska riket, död 1 mars 1979 i Washington, D.C., var en kurdisk klanledare som ledde den kurdiska revolutionen i Irak efter att Kung Barzanji avsattes av britterna. Han tillhörde den inflytelserika ledarfamiljen inom klanen Barzani. 1946 blev han ledare för det nystartade Kurdistans demokratiska parti (KDP) och 11 mars 1970 landets första president.  
Många kurder betraktar Mustafa Barzani som sin landsfader eftersom han stred mot ockupanterna, friade Kurdistan och grundade ett självstyre. Barzani reformerade och moderniserade Kurdistan, försökte omvandla landet till ett västerländskt europeiskt land. Han kallas för Bavê Kurda (kurdernas fader) eller Mela Mustafa (Mustafa predikanten) på kurdiska. Mustafa Barzani har flera titlar såsom şerê xwede (Guds lejon), sayf al akrad (kurdernas svärd), saqrê kurda (kurdernas örn) och Mustafa namir (Mustafa den odödlige). Mustafa Barzani anses ha bidragit till att förändra den nya kurdiska identiteten och omvärldens bild av Kurdistan.

## Biografi

### Barn- och ungdomsår
Tillsammans med sin bror Ahmed Barzani ledde han en självständighetskamp åren 1931–1932 mot britterna. 1935 flydde han från den nybildade staten Iraks styrkor till Sulaymaniyya som också ligger i Irakiska Kurdistan, där han levde i exil med sin bror. 1942 ledde han en misslyckad revolt mot den nybildade Bagdadregimen. Efter händelsen flydde Mustafa Barzani och 1 000 av hans män med sina familjer till Iran.

### Mahabadrepubliken i Iran
År 1945 utropades Mahabadrepubliken i nordvästra Iran av det iranska Kurdistans demokratiska parti KDP. Mustafa Barzani blev republikens försvarsminister. Detta område var då under Sovjetunionens militära kontroll. När Sovjets styrkor drog sig ur den kurdiska autonomin föll den samman efter att ha erövrats av Mohammad Reza Pahlavi, shahen av Iran. Mahabadrepublikens president Qazi Muhammad och andra ledare hängdes. Mustafa Barzani hann fly med 500 av sina peshmergesoldater och de tog sig till Sovjetunionen (Azerbajdzjan) där de blev avväpnade. Mustafa Barzani levde 12 år i exil i Sovjetunionen.
År 1951 hade många av Mustafas peshmergesoldater bosatt sig i den dåvarande sovjetiska staden Baku, där många av dem hade börjat studera vid universitet. Detta skedde medan Mustafa Barzani bodde i Sovjetunionens huvudstad Moskva, där han studerade statsvetenskap.

### Irakiska Kurdistan
Kurdistans demokratiska parti (KDP) i Irak grundades i Bagdad 1946 och Mustafa Barzani, som befann sig i exil, blev dess partiledare.
1958 blev Mustafa Barzani inbjuden till Irak av premiärministern Abd al-Karim Qasim då det förhandlades om ett självständigt Kurdistan. Detta ledde till flera års väpnade konflikter mellan kurderna i norra Irak (Irakiska Kurdistan). I mars månad 1970 erkändes kurdiska språket och den kurdiska etniciteten av Bagdadregimen.
1974 återupptog Mustafa Barzani striden mot Bagdadregimen med stöd från shahen av Iran Mohammad Reza Pahlavi och USA. 1975 signerade shahen Mohammad Reza Pahlavi och Saddam Hussein en överenskommelse, vilken ledde till att Iran upphörde med sitt stöd till Barzani, som återigen var tvungen att återigen fly. 

### Död
Barzani åkte till USA för behandling av sin lungcancer och avled den 1 mars 1979 på Georgetown University Hospital i Washington, D.C., medan han genomgick behandlingen. Han kropp begravdes i Oshnaviyeh i Iranska Kurdistan. Några år senare flyttades graven till hans hemby Barzan i Irakiska Kurdistan. Hans son Masoud Barzani efterträdde honom som president och partiledare.

## Arv
De ursprungliga 7 punkterna av Mustafa Barzanis reformer inkluderade:
1. Avskaffande av det feodala systemet och distribution av åkermark från stora markägare till jordbrukare
2. Nationalisering av alla skogar och betesmarker
3. Privatisering av statliga industriföretag för att finansiera kompensationsutbetalningar till stora markägare
4. Vinstdelning för arbetare och anställda i företag
5. Allmän aktiv och passiv rösträtt för kvinnor
6. Bekämpa analfabetism genom att bygga en hjälplärarkår (Army of Knowledge)
7. Gratis utbildning och vård